# Bernd Mayländer
Bernd Mayländer, né le 29 mai 1971 à Waiblingen, est un pilote automobile allemand. 
Après une carrière en Grand Tourisme et en DTM, il est devenu le pilote de la voiture de sécurité de Formule 1 depuis 2000.

## Biographie
Bernd Mayländer a commencé sa carrière en karting dans les années 1980 avant de s'engager en Formule Ford. Il réalise ensuite une grande partie de sa carrière Porsche Carrera Cup et DTM.
En 1999, il devient le pilote de la voiture de sécurité de Formule 3000. Depuis l'année suivante, il cumule cette responsabilité pour les deux compétitions Formule 1 et Formule 3000 (remplacée par le GP2 Series à partir de 2005).
Depuis sa prise de fonction, il a passé plus de 700 tours en tête d'un Grand Prix. Ce chiffre est plus élevé que certains pilotes comme Jacques Villeneuve, Mark Webber ou encore Juan Pablo Montoya.

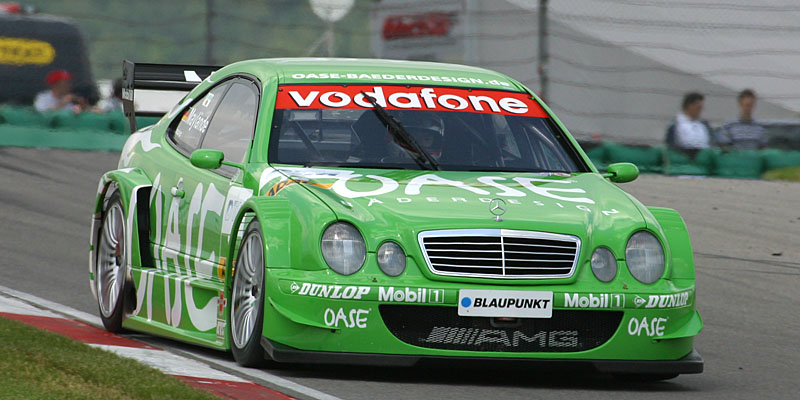
La Mercedes de DTM en 2002.
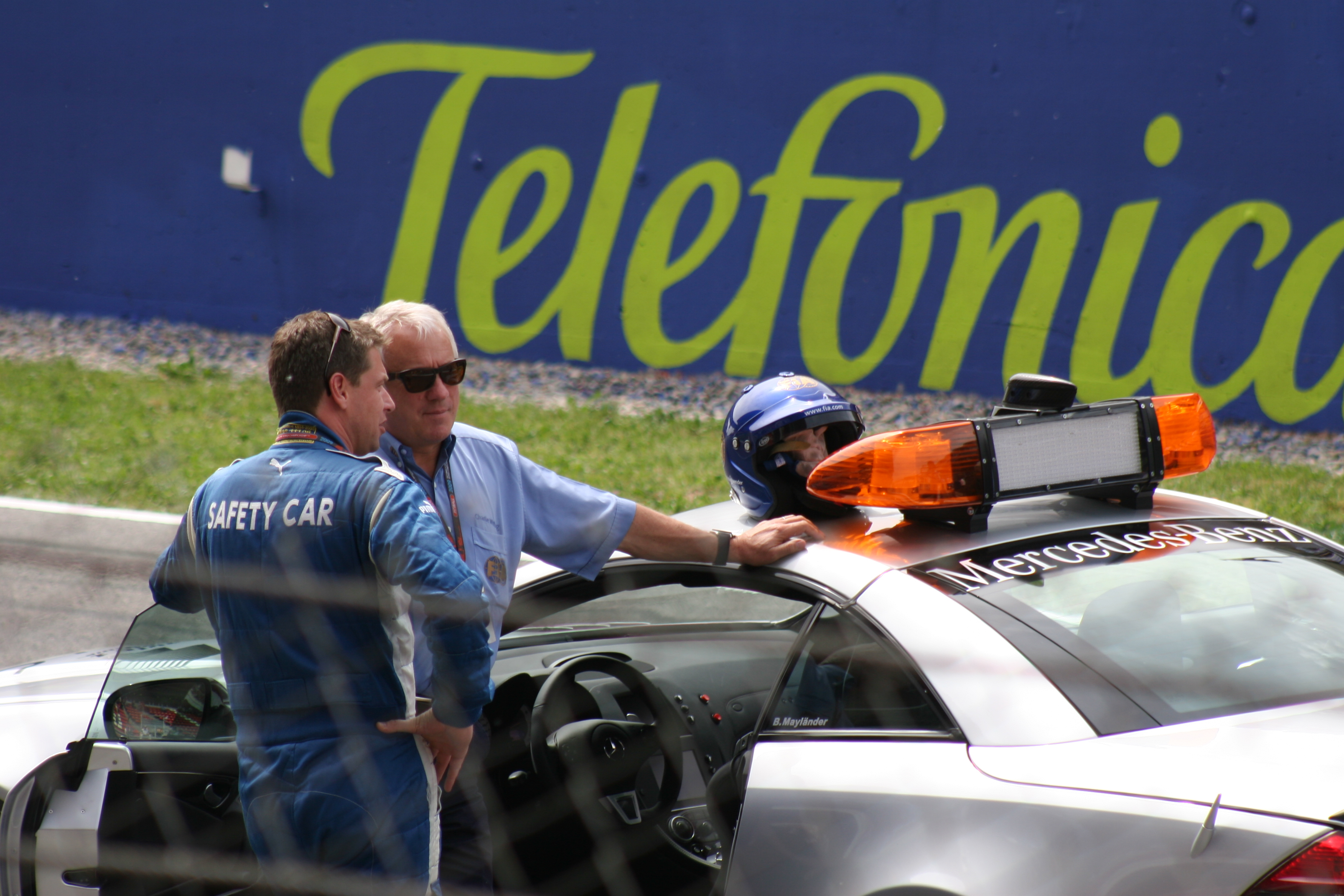
Bernd Mayländer et Charlie Whiting en 2009
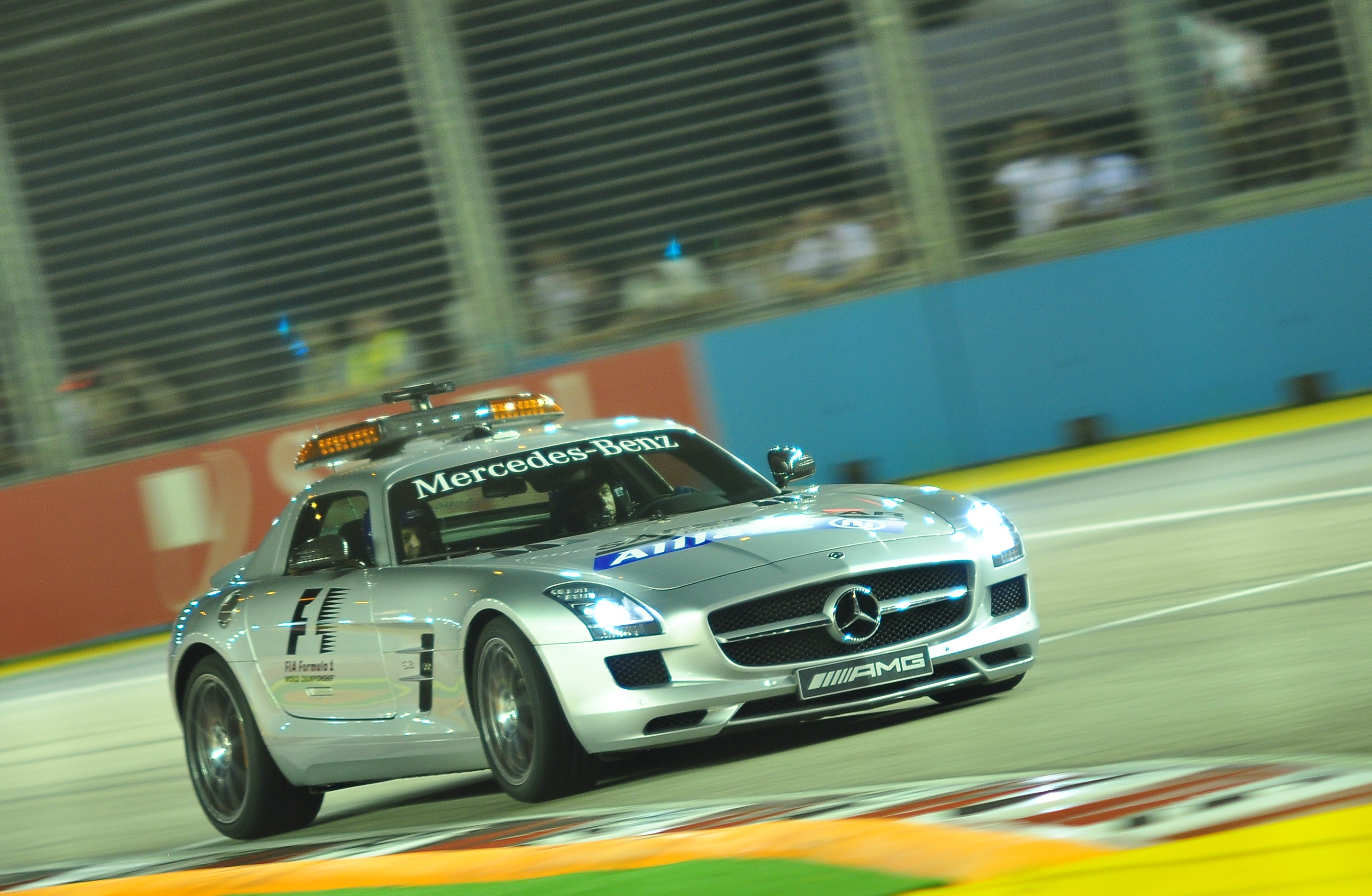
La Safety Car de Formule 1 en 2011

## Palmarès
- Porsche Carrera Cup[2]
  - Champion de Porsche Carrera Cup Allemagne en 1994
  - Vice-champion de Porsche Supercup en 2000

- Championnat FIA GT
  - Une victoire aux 4 Heures de Zeltweg en 1997 en compagnie de Klaus Ludwig au volant d'une Mercedes-Benz CLK GTR[3]

- Deutsche Tourenwagen Masters
  - Une victoire lors de la dernière manche de la saison 2001 sur l'Hockenheimring

- 24 Heures du Nürburgring
  - Vainqueur en 2000 sur une Porsche 911 GT3-R

## Résultats aux 24 Heures du Mans
| Année | Voiture           | Équipe          | Équipiers                | Résultat |
| ----- | ----------------- | --------------- | ------------------------ | -------- |
| 1999  | Porsche 911 GT3-R | Champion Racing | Dirk Müller / Bob Wollek | 19e      |